# Palinustus truncatus
Palinustus truncatus är en kräftdjursart som beskrevs av Alphonse Milne-Edwards 1880. Palinustus truncatus ingår i släktet Palinustus och familjen Palinuridae. IUCN kategoriserar arten globalt som livskraftig. Inga underarter finns listade i Catalogue of Life.